# Boscia (zeepokken)
Boscia is een geslacht van zeepokken uit de familie van de Pyrgomatidae.

## Soorten
Deze lijst van 3 stuks is mogelijk niet compleet.
- B. madreporarum (Bosc, 1812)
- B. oulastreae (Utinomi, 1962)
- B. seguenzai (Baluk & Radwanski, 1967)